# Gorançay
Gorançay (ryska: Geran’chay) är ett periodiskt vattendrag i Azerbajdzjan. Det ligger i den centrala delen av landet, 260 km väster om huvudstaden Baku.
Trakten runt Gorançay består i huvudsak av gräsmarker. Runt Gorançay är det ganska glesbefolkat, med 50 invånare per kvadratkilometer.